# Sistema elu

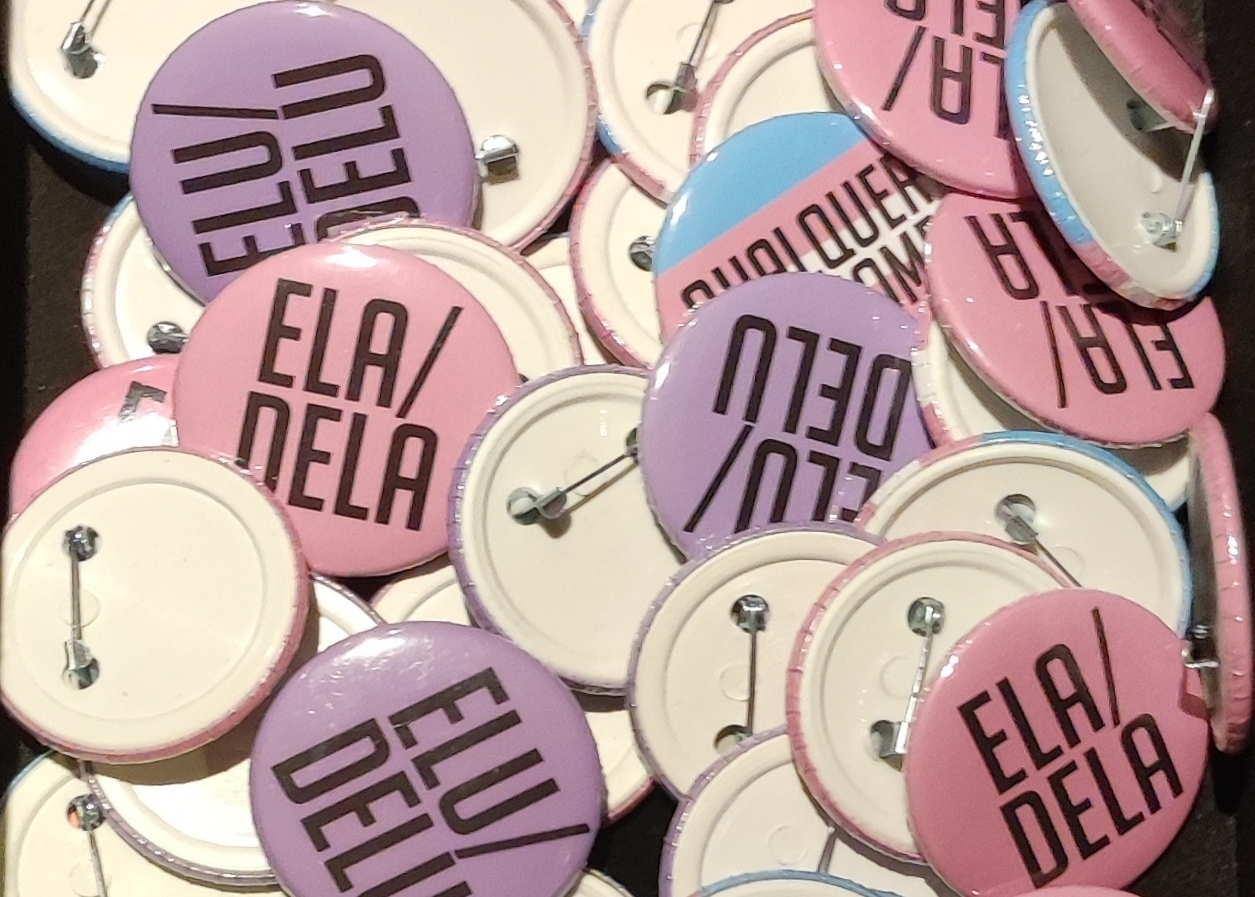
Bótons de pronomes

O sistema elu faz parte de um conjunto de propostas linguísticas criadas com o propósito de introduzir na língua portuguesa um género gramatical neutro, sendo a proposta de maior destaque os neopronomes pessoais e suas contrações elu, delu, nelu, aquelu, equivalentes aos pronomes femininos e masculinos existentes na língua, porém neutros em género.
A língua portuguesa por regra determina que o plural dos substantivos, quando abrange indivíduos do género feminino e masculino, é feito com base no masculino. Esse tipo de formação do plural é considerada sexista por certos grupos e indivíduos, daí resultando em propostas por uma linguagem neutra a ser adotada. Falantes de línguas com géneros gramaticais masculino e feminino (p.ex. português, espanhol, francês) tendem a ter pensamentos mais sexistas, perante a perspectiva estrangeira e lugar de fala exógenos.
O uso de pronomes pessoais neutros, como hen em sueco, elle em espanhol e they singular em inglês, ajudam a combater o sexismo. O sistema tem por objetivo de criar uma linguagem neutra para comunicar sobre as pessoas não-binárias e diminuir a discriminação de gênero.

## Outros ajustes do sistema
O sistema elu se estende também à neolinguagem, logo, usa neologismos para substituir palavras que adequem uma neutralidade ou epicenidade, acompanhando uma mudança de gênero noutras funções, adjetivos e substantivos.
Uma grande parte das palavras sofre flexão de género, o movimento altera a palavra mediante o género. Esta alteração de género ocorre quando se troca a desinência nominal das palavras, sendo esse o nome das letras que ficam na parte final dessas palavras. Essa trata e indica especialmente o género. Um exemplo, são as vogais “-a” ou “-o”, que estão no final de várias palavras com flexão de género (menin-A, menin-O).
Além dessas vogais, existem também outros tipos mais elaborados de desinências nominais, e que variam quando as palavras estão no singular e plural.
Para além do neopronome "elu", existem outras normas para a possibilidade da neutralidade de género na língua: como quando a palavra termina em “-o” no masculino ou “-a” no feminino, substituir-se a desinência por “-e” (ex: lindo, linda = linde), quando a palavra termina em “-co” no masculino e “-ca” no feminino, substituir-se a desinência por “-que” (ex: médico, médica = médique), ou ao terminar em “-go” no masculino e “-ga” no feminino, substituir-se a desinência por “-gue” (ex: amigo, amiga = amigue), assim como a substituição dos pronomes possessivos “meu(s)” ou “minha(s)” por “minhe(s)” ou “mi(s)”, ou dos artigos definidos “a(s)” e “o(s)” por “ê(s)”, entre outras mudanças.

## Regras
As alterações são somente válidas para se tratar de pessoas. O tratamento para objetos permanece o mesmo, não perdendo o seu género gramatical original. Os pronomes “isto”, “isso” e “aquilo”, cujo género gramatical é masculino, neutro inanimado ou indeterminado, se mantêm. Os adjetivos e complementos devem também manter a concordância com o género gramatical do sujeito, sendo um erro esses elementos não concordarem em género.
Algumas pessoas usam e-circunflexo ou acento agudo em “elu”: “élu” para replicar o som de “e” em ela; “êlu” para reproduzir a pronúncia de “e” em ele, e “elú” para destacar uma forma distinta ou que enfatiza a letra “u”.

## História do sistema e uso
O sistema surgiu num contexto de críticas sobre o uso de “x” ou “@” neolinguisticamente no lugar de “a” ou “o” não funcionar na linguagem oral, servindo somente na escrita, mas não para ler, falar ou ouvir, e críticas sobre esse uso discriminar pessoas com deficiências visuais ao atrapalhar aquelas que utilizam de programas de leitura através de som, e pessoas disléxicas, outras alternativas tornaram-se necessárias.
Com a criação de "elu", por volta dos anos 2010, houve outras tentativas de pronomes neutros, como o “el” e “ilu” (que surgiu a partir do pronome neutro do latim illud, e que deu base para o “elu”). Outras propostas, surgiram, como alternativas a "elu". O sistema também foi replicado em galego.
Em junho de 2020, mês do orgulho LGBT+, a página oficial do Facebook app fez uso neolinguístico do sistema em "juntes", numa postagem do Dia dos Namorados, lives e capa, em alternativa a "juntos" e "juntas".
Este sistema já é usado pela associação portuguesa de jovens LGBTI e apoiantes da Rede Ex Aequo, em personagens não-binárias da série da HBO "Todxs Nós", em vídeos do canal do YouTube da Google Brasil, apareceu em notícias televisivas brasileiras e é usado por várias pessoas não-binárias e outras no seu dia a dia.
O pronome pessoal de Adira, personagem na terceira tempora de Star Trek: Discovery, é o they singular e sua tradução inicial, tanto na dublagem quanto na legenda, acabou sendo eles. A Netflix posteriormente relegendou e redublou, trocando por elu e desinências em ⟨-e⟩, visto que um pronome singular não pode ser traduzido por um plural.
Durante os Jogos Olímpicos de Verão de 2020, a narradora Natália Lara e o comentarista Conrado Santana, da SporTV, usam o sistema elu para se referir a Quinn, na partida de futebol feminino entre Canadá e Japão.
Jornal da USP também já utilizou sistema de neolinguagem para se referir a pessoas de ascendência asiática, como as armênia, árabe ou indiana. A palavra "árabes" foi inicialmente flexionada em "árabus", em 2021. No mesmo ano, o Museu da Língua Portuguesa fez uma publicação usando a palavra todes.
A Epic Games, em 2022, usou a linguagem neutra na frase “Todes são bem-vindes no Ônibus de Batalha”, para o Orgulho Royale do jogo Fortnite Battle Royale.
A Ubisoft utiliza no jogo Just Dance, desde a sua edição de 2022, o sistema elu para atingir a neutralidade de género.
Publicações sobre o livro infantojuvenil "No meu bairro", da autoria de Lúcia Vicente, usavam o sistema elu. A história deu origem a uma peça de teatro em Portugal, cuja escrita usava o gênero alternativo sistematizado.
A apresentadora Ana Paula Padrão usou o termo "bem-vindes" no programa MasterChef Brasil em 2023, para incluir participante de gênero não binário Will Duarte, e sua fala repercutiu nas redes sociais.
O uso de pronomes para personagens fictícias, em dublagens, ou jogáveis, em jogos eletrônicos, também tem ajudado a difundir o uso do sistema, como em Battlefield 2042, Valorant, Baldur's Gate III, e Monster High 2. Além disso, usam o pronome para se referir intérpretes de gênero não binário em jornais, notícias e veículos de imprensa.